# 멜버른 레즈
멜버른 레즈(Melbourne Reds)는 1989년 창단한 구 ABL의 프로 야구 팀이다. 멜버른을 연고로 하고 있으며 홈구장은 모라빈 오발이다. 창단시 구단명은 웨버레이 레즈였다.